# Фридрих Казимир фон Ханау
Фридрих Казимир фон Ханау (на немски: Friedrich Casimir von Hanau) е от 1641 г. граф на Графство Ханау-Лихтенберг и от 1642 до 1685 г. и на Графство Ханау-Мюнценберг.

## Биография
Роден е на 4 август 1623 година в Бухсвайлер (дн. във Франция). Той е син на граф Филип Волфганг фон Ханау-Лихтенберг (1595 – 1641) и първата му съпруга графиня Йохана фон Йотинген-Йотинген (1602 – 1639).
Фридрих Казимир се жени на 13 май 1647 г. за принцеса Сибила Кристина фон Анхалт-Десау (* 10 юни 1603, Десау; † 11 февруари 1686, Ханау), вдовица на граф Фридрих Мориц фон Ханау-Мюнценберг (1605 – 1638), дъщеря на княз Йохан Георг I фон Анхалт-Десау и Доротея фон Пфалц-Зимерн. Той е 20 години по-млад от нея. Бракът е бездетен и с финансови диференции.
По-малкият му брат Йохан Филип се жени през 1651 г. за принцеса Сузана Маргарета фон Анхалт-Десау, сестра на съпругата му Сибила.
Фридрих Казимир умира на 30 март 1685 г. в Ханау на 61-годишна възраст. Графството Ханау-Мюнценберг поема племенникаът му Филип Райнхард, Графството Ханау-Лихтенберг племенникът му Йохан Райнхард III.